# Джеймс Паттерсон
Джеймс Б. Паттерсон (англ. James B. Patterson; нар. 22 березня 1947, Ньюбург) — американський письменник в жанрі трилер і детектив. Широко відомий завдяки серії романів про інспектора Алекса Кросса. Паттерсон також написав 4 романи про детектива Майкла Беннета і 11 романів під егідою «Жіночий клуб розслідувань вбивств», а також безліч окремих творів.
Один з найбільш високооплачуваних і продаваних письменників у світі 2010, 2011, 2012, 2013, 2017 і 2018 років за версією журналу Forbes.

## Біографія
У 1996 році Паттерсон пішов з реклами і присвятив весь свій вільний час написанню романів. Головним героєм більшості його творів став Алекс Кросс — колишній судовий психолог вашингтонського департаменту поліції і федерального бюро розслідування, в даний час працює приватним психологом і консультантом уряду. Вперше Крос з'явився в романі 1993 року «І прийшов павук». Крос є найулюбленішим героєм читачів Паттерсона. За останні 10 років серії творів про Алекса Кросса є найбільш продаваними в США.
За 33 роки письменницької діяльності Паттерсон написав 65 романів. На сьогоднішній день він 19 разів потрапляв на першу сходинку «Бестселерів Нью-Йорк Таймс», а також є рекордсменом за кількістю бестселерів одного автора (56), за що також потрапив у Книгу рекордів Гіннесса. За останні роки було продано більше копій його романів, ніж у Стівена Кінга, Джона Грішема і Дена Брауна разом узятих.
В числі отриманих ним нагород премія Едгара Аллана По, «Міжнародний трилер року», «Вибір Дітей: Краща Книга Року». Він з'явився у популярному шоу «Сімпсони» в епізоді «Yokel Chords» в декількох епізодах серіалу «Касл» в ролі самого себе.
Паттерсон любить співпрацювати з іншими авторами, в числі яких Максін Паетро, Ендрю Гросс і Пітер Дехондж. За його словами, така співпраця вносить нові та цікаві ідеї в його розповіді. У 2010 році він працював зі шведською письменницею Лізою Марклунд над книгою «Листівка вбивці». Дія книги відбувається в Стокгольмі, де розслідують вбивства молодих пар по всій Європі. Вперше книга з'явилася на прилавках Швеції, а вже потім у США і в усьому світі. У вересні 2009 року Паттерсон уклав контракт до 2012 року на написання 11 книг для дорослих і 6 — для дітей. За повідомленнями «Forbes» ця угода коштує не менше $150 млн, але Паттерсон запевняє, що ціна ще в процесі обговорення.
У 2005 році Паттерсон заснував Премію Дж. Паттерсона, щоб особисто віддати близько $850 тис. в нагороду за знаходження оригінальних і ефективних способів поширення інтересу до книг і читання. Однак у 2008 році нагороди перестали вручатися, і Паттерсон вирішив зосередити увагу на його новому проєкті — ReadKiddoRead.com, який допомагає батькам, вчителям і бібліотекарям знайти найкращі книги для своїх дітей.

### Освіта і особисте життя
Паттерсон здобув ступінь бакалавра в Манхеттенському коледжі і ступінь магістра в університеті Вандербільта.
Він живе в Палм-Біч, штат Флорида, зі своєю дружиною Сьюзен і сином Джеком.

## Критика
Письменник жахів Стівен Кінг назвав бібліографію Паттерсона «млявим трилером», а самого автора в одному з інтерв'ю «жахливим письменником». 5 липня 2010 року в інтерв'ю «10 запитань» журналу «Time» йому було задано питання «Що ви скажете критикам, які, також як і Стівен Кінг, називають вас геть не великим стилістом прози?». Паттерсон відповів: «Я не великий стиліст прози. Я оповідач. Існує безліч людей, яким не подобається те, що я пишу, на щастя, є мільйони людей, яким це подобається!»
У 2009 критик С. Т. Джоші проаналізував книги «Будинок біля озера», «Медовий місяць» і «Великий поганий вовк», після чого розкритикував письменника, звинувативши його в абсурдній побудові роману і обмані читача.
Паттерсона часто критикують за співпрацю з іншими авторами. Автори, за погодженням з Паттерсоном, не мають права розголошувати умови їхніх трудових відносин, в тому числі, яку саме участь вони беруть у кожному співавторстві. У тому самому журналі «Time» в інтерв'ю «10 запитань» Паттерсон відповів на запитання про таку співпрацю: «Коли я працюю зі співавтором, він зазвичай пише початковий проєкт, а наступною роботою займаюся я».

### Алекс Кросс
1. І прийшов павук  (Along Came a Spider, 1993)
2. Цілуючи дівчат  (Kiss the Girls, 1995)
3. Джек і Джил  (1996)
4. Кішки-Мишки  (1997)
5. Стрибок ласки  (Pop goes the Weasel, 1999)
6. Троянди червоні  (2000)
7. Фіалки сині  (2001)
8. Четверо сліпих мишенят  (2002)
9. The Big Bad Wolf  (2003)
10. Лондонські мости  (2004)
11. Мері, Мері  (2005)
12. Крос  (2006)
13. Double Cross  (2007)
14. Cross Country  (2008)
15. Aleex Cross's Trial  (2009) у співавторстві з Річардом ДіЛалло
16. Мене звати Алекс Кросс  (I, Alex Cross, 2009)
17. Cross Fire  (15 листопада 2010)

### Жіночий клуб розслідувань вбивств
1. Померти першим  (2001) у співавторстві з Ендрю Гроссом
2. Другий шанс  (2002) у співавторстві з Ендрю Гроссом
3. Третя ступінь  (2004) у співавторстві з Максін Паетро
4. Четверте липня  (2005) у співавторстві з Максін Паетро
5. П'ятий вершник  (2006) у співавторстві з Максін Паетро
6. Шоста мішень  (2007) у співавторстві з Максін Паетро
7. 7th Heaven  (2008) у співавторстві з Максін Паетро
8. 8th Conffesion  (2009) у співавторстві з Максін Паетро
9. The 9th Judgment  (2010) у співавторстві з Максін Паетро
10. 10th Anniversary  (2011) у співавторстві з Максін Паетро
11. 11th Hour  (2012) у співавторстві з Максін Паетро
12. 12th of Never  (2013) у співавторстві з Максін Паетро

### Maximum Ride
1. The Angel Experiment  (2005)
2. School's Out-- Forever  (2006)
3. Saving the World: And Other Extreme Sports  (2007)
4. The Final Warning  (2008)
5. Max  (2009)
6. Fang  (2010)
7. Angel  (2011)
8. Nevermore  (2012)
9. Maximum Ride Forever  (2015)

### Дитячі книги
1. Middle School: the Worst Years of My Life
2. Middle School: Get Me Out of Here!

### Екранізації
- Убивства з листівками (2020)